# Manus Boonjumnong
Manus Boonjumnong, född 23 juni 1980 i Ratchaburi, Thailand, är en thailändsk boxare som tog OS-silver i lätt welterviktsboxning 2008 i Peking och OS-guld i lätt welterviktsboxning 2004 i Aten. 

## Meriter

### Olympiska meriter

#### Olympiska sommarspelen 2008
- Huvudartikel: Boxning vid olympiska sommarspelen 2008

| Tävlande          | Viktklass       | Sextondelsfinal      | Åttondelsfinal       | Kvartsfinal          | Semifinal              | Final                |  |
| Tävlande          | Viktklass       | Motståndare Resultat | Motståndare Resultat | Motståndare Resultat | Motståndare Resultat   | Motståndare Resultat |  |
| ----------------- | --------------- | -------------------- | -------------------- | -------------------- | ---------------------- | -------------------- |  |
| Manus Boonjumnong | Lätt weltervikt | Bye                  | Kawachi (JPN) W 8-1  | Sapiyev (KAZ) W 7-5  | Sotolongo (CUB) W 10-5 | Díaz (DOM) L 4-12    |  |